# Koalitionskrigen

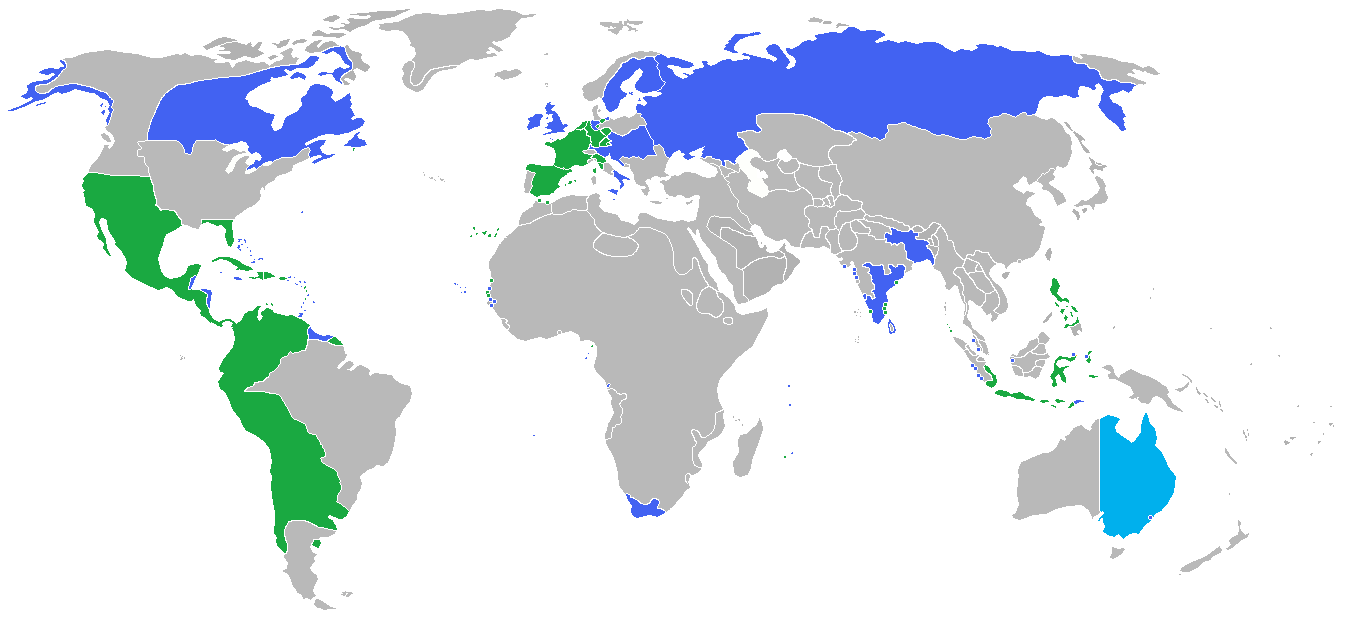
Den tredje koalitionskriget, 1805. Frankrike tillsammans med dess allierade krigade mot europeiska länder med deras kolonier.

Koalitionskrigen var en serie krig mellan olika militärallianser och Frankrike, Första franska republiken och Första franska kejsardömet, under Napoleon från 1792 till 1815. Napoleon besegrade fem av sju koalitioner mot Frankrike. Under den sjätte och den sjunde koalitionen led Napoleon nederlag vid slaget vid Leipzig respektive slaget vid Waterloo. 
Franska revolutionskrigen var två krig som Frankrike förde 1792–1801 i och med att det blivit en republik efter franska revolutionen, mot Konungariket Storbritannien, Tysk-romerska riket, Preussen, Spanien, Kejsardömet Ryssland och Kungariket Sardinien i olika konstellationer. Det första var Första koalitionskriget 1792–1797 och det andra var Andra koalitionskriget 1798–1801.
Napoleonkrigen var fem krig som från 1803 till 1815 mellan Napoleons franska kejsardöme och olika koalitioner. Tredje koalitionskriget 1805, Frankrike och dess allierade mot stater i det Tysk-romerska riket, samt Portugal, Kejsardömet Ryssland, Sverige och andra länder. Fjärde koalitionskriget 1806-1807 där koalitionen bestående av Preussen, Kejsardömet Ryssland, Kungariket Sachsen, Sverige och Förenade konungariket Storbritannien och Irland besegrades av Napoleons franska kejsardöme. Femte koalitionskriget var ett krig som utspelade sig år 1809 och som stod mellan en koalition av Kejsardömet Österrike och Storbritannien mot Napoleons franska kejsardöme och Kungariket Bayern. Sjätte koalitionskrigetvar ett krig 1812-1814, de stridande var sjätte koalitionen (Storbritannien, Ryssland, Sverige, Preussen och Österrike) mot franska kejsardömet och dess allierade. Sjunde koalitionskriget var ett krig 1815 mellan Frankrike på ena sidan, och en koalition mellan Storbritannien, Ryssland, Österrike, Preussen och Sverige på den andra.